# Ộ
Ộ (minuscule : ộ), appelé O accent circonflexe point souscrit, est une lettre latine utilisée dans l’écriture de l’ogba, du vietnamien et du yoruba.
Il s’agit de la lettre O diacritée d’un accent circonflexe et d’un point souscrit.

## Utilisation
En vietnamien, le O circonflexe ‹ Ô, ô › représente la voyelle /o/ et le point souscrit indique un ton bas tombant glottalisé.

## Représentations informatiques
Le O accent circonflexe point souscrit peut être représenté avec les caractères Unicode suivants : 
- précomposé (latin étendu additionnel)[1] :

| formes    | représentations | chaînes de caractères | points de code | descriptions                                                   |
| --------- | --------------- | --------------------- | -------------- | -------------------------------------------------------------- |
| capitale  | Ộ               | Ộ                     | U+1ED8         | lettre majuscule latine o accent circonflexe et point souscrit |
| minuscule | ộ               | ộ                     | U+1ED9         | lettre minuscule latine o accent circonflexe et point souscrit |

- décomposé et normalisé NFD (latin de base, diacritiques) :

| formes    | représentations | chaînes de caractères | points de code       | descriptions                                                                        |
| --------- | --------------- | --------------------- | -------------------- | ----------------------------------------------------------------------------------- |
| capitale  | Ộ               | O◌̣◌̂                   | U+004F U+0323 U+0302 | lettre majuscule latine o diacritique point souscrit diacritique accent circonflexe |
| minuscule | ộ               | o◌̣◌̂                   | U+006F U+0323 U+0302 | lettre minuscule latine o diacritique point souscrit diacritique accent circonflexe |